# HMS Medway (1755)
HMS Medway (1755) — 60-пушечный корабль 4 ранга Королевского флота. Заказан 24 апреля 1751 по уложению 1745 года. Спущен на воду 14 февраля 1755 года на королевской верфи в Дептфорде. Второй корабль, названный в честь реки Медвей.

## Служба
Участвовал в Американской революционной войне.
1779 — капитан Уильям Аффлек (англ. William Affleck); был при Гренаде.
1788 — превращен в плавучую казарму.
1802 — переименован в HMS Arundel.
Разобран в июле 1811 году.